# Percy Hodge
Percy Hodge (26. prosince 1890, Guernsey – 27. prosince 1967, Bexhill-on-Sea) byl britský atlet, olympijský vítěz na trati 3000 metrů překážek.

## Sportovní kariéra
Atletických úspěchů dosáhl v relativně pozdním věku. Na olympiádě v Antverpách v roce 1920 startoval při olympijské premiéře běhu na 3000 metrů překážek. Vyhrál s velkým náskokem rozběh i finále. Startoval zde rovněž v kvalifikaci přespolního běhu družstev na 3000 metrů. Britský tým postoupil do finále, zde (už bez účasti Hodgeho) získal druhé místo.